# Márokföld
Márokföld ist eine ungarische Gemeinde im Kreis Lenti im Komitat Zala.

## Geografische Lage
Márokföld liegt 34 Kilometer südwestlich des Komitatssitzes Zalaegerszeg und 13 Kilometer nordwestlich der Kreisstadt Lenti im Landschaftsschutzgebiet Szentgyörgyvölgy (Szentgyörgyvölgyi Tájvédelmi Körzet). Im Süden grenzt die Gemeinde an Slowenien. Ungefähr 10 Kilometer nördlich des Ortes liegt der Nationalpark Őrség. Nachbargemeinden sind Szentgyörgyvölgy, Alsószenterzsébet und Nemesnép. Jenseits der Grenze liegt die slowenische Gemeinde Kobilje.

## Geschichte
Der Ort wurde erstmals im 14. Jahrhundert urkundlich erwähnt. Möglicherweise wurde er bereits im Zuge des Mongolen-Einfalls von 1240 gegründet. Der Ortsname geht auf den Gründer Mark zurück. Der in der Ersterwähnung von 1363 genannte Ortsname war „Mark Feulde“. Seit den Zeiten der Reformation im 16. Jahrhundert sind die Einwohner vorwiegend Protestanten.
An einem Bachlauf entstanden schon früh 3 Wassermühlen, die bis in das frühe 19. Jahrhundert in Betrieb waren. Reste in Form großer Eichenstämme sind im Bachlauf an unzugänglicher Stelle noch heute zu sehen. Verschiedene Grundherren wechselten sich ab. Die letzten waren die Fürsten Eszterházy.
Um 1880 wurde das Dorf um einige hundert Meter in höhere Lagen an die damalige Poststraße verlegt, da ungewöhnliche Hochwasser es in den Jahren davor überschwemmt und große Schäden an Mensch und Tier verursacht hatten. Das heutige Márokföld wurde zwischen den Weinbergen der Bewohner erbaut. Dort gab es bereits seit 1868 ein Holzhaus. Diese Jahreszahl fand sich in einem Dachsparren eines mittlerweile abgebrochenen Gebäudes.
Zu Zeiten des eisernen Vorhangs war der Zugang zum Dorf nur mit Sondergenehmigung möglich.
Seit 1990 hat Márokföld einen eigenen Gemeinderat, der seit 2010 aus drei (vorher vier) Personen besteht. Die Einwohnerzahl sank nach zeitweilig stark ab. 1999 hatte das Dorf nur noch 36 Einwohner. 2015 wurden wieder mehr als 50 Bewohner registriert. Grund dafür sind Zuzug aus Deutschland, Österreich und östlicheren Gegenden Ungarns.

## Sehenswürdigkeiten
- Hölzerner Glockenturm der reformierten Kirche

## Kultur
Bekannt geworden ist Márokföld durch ein (2012 abgeschafftes) Festival bildender Künstler, das durch den zugezogenen Bildhauer Ulrich Leclerc-Szelényi, seine Gattin Edith und Künstlerfreunde wie István P. Balogh 2006 ins Leben gerufen wurde. Jedes erste Juliwochenende belebten bis zu 18 Künstler aus 7 europäischen Ländern, Musiker und hunderte Besucher den Ort. Zug um Zug entstand ein Erlebnispark auf einer sogenannten „Ley-Linie“, am östlichen Ortsrand ein Klettergarten in natürlicher Umgebung. Durch den sanften Tourismus, der den Örség attraktiv macht, profitiert Márokföld von den Besuchern. Es entstanden auch ein Feldbogen-Parcours und Spazierwege, Pfade für Reiter und Ruhemöglichkeiten für Mensch und Tier.

## Verkehr
Durch Márokföld verläuft die Landstraße Nr. 7423 von Szentgyörgyvölgy nach Nemesnép. Es bestehen Busverbindungen über Szentgyörgyvölgy und Velemér nach Magyarszombatfa sowie über Nemesnép nach Csesztreg. Die nächstgelegenen Bahnhöfe befinden sich südlich in Rédics und nördlich in Nagyrákos.